# Santoyo
Santoyo település Spanyolországban, Palencia tartományban. Santoyo Boadilla del Camino, Melgar de Yuso, Astudillo, Támara de Campos és Frómista községekkel határos. Lakosainak száma 192 fő (2024).

## Népesség
A település népessége az elmúlt években az alábbi módon változott:
| Lakosok száma | 287  | 267  | 250  | 250  | 241  | 230  | 206  | 189  | 187  | 192  |
|               | 2001 | 2004 | 2007 | 2009 | 2012 | 2014 | 2017 | 2019 | 2022 | 2024 |